# Marc Baumgartner
Pour les articles homonymes, voir Baumgartner.
Marc Baumgartner, né le 4 mars 1971 à Berne,,, est un ancien handballeur suisse évoluant au poste d'arrière gauche. 
Avec l'équipe nationale suisse, il termine meilleur buteur du champion du monde 1993.

## Palmarès

### En club
Compétitions internationales
- Vainqueur de la Coupe des coupes (1) : 1996

Compétitions nationales
- Vainqueur du Championnat d'Allemagne (1) : 1997, 2003
- Vainqueur de la Coupe d'Allemagne (1) : 1995, 1997, 2002

### En sélection
- 4e place au championnat du monde 1993

### Distinctions personnelles
- Élu meilleur arrière gauche du championnat du monde 1993
- Co-meilleur buteur du champion du monde 1993
- Meilleur buteur du Championnat de Suisse en 1992 et 1994